# Vytautas Aleksandras Cinauskas
Vytautas Aleksandras Cinauskas (* 6. Juni 1930  in Pandėlys, Rajongemeinde Rokiškis; † 7. Juni 2005 in Vilnius) war ein litauischer Politiker und Schriftsteller.

## Leben
Juni 1941 wurde er mit seiner Familie von der sowjetischen Okkupationsregierung nach  Raskazicha in Altaj deportiert. Hier starben seine zwei Brüder. Sein Vater war Polizist; er starb 1941 in Kraslag. 1947 floh Vytautas mit seiner Mutter und Schwester nach Litauen. Er besuchte ein Gymnasium in Obeliai bei Rokiškis. Im Mai 1948 wurde er festgenommen und nach Krasnojarsk deportiert.
Ab 1956 arbeitete er beim Bau des Wasserkraftwerkes Kaunas, von 1958 bis 1996 als Meister und Ingenieur. Von 1996 bis 2000 war er Mitglied im Seimas.
Er war Mitglied der Tėvynės sąjunga.
Sein Grab befindet sich auf dem Friedhof Kairėnai bei Vilnius.

## Schaffen
Im Exil begann er Gedichte zu schreiben. In den 1990er Jahren veröffentlichte er die Poesiebände Kad būtum šalia (1992), Tai kaip, sūnau, ten Lietuvoj… (1995) und Ir atmintis, ir dabartis (1998). Hinzu kamen Prosawerke zum Thema Exil.

## Auszeichnungen
- 1998: Gediminas-Orden,  Riterio kryžius